# André Derain
André Derain (Chatou, 10 de juny de 1880 - Garches, 8 de setembre de 1954) fou un pintor i il·lustrador francès. Encara avui és un pintor controvertit: molt famós en vida, va ser més tard criticat pel seu retorn a formes pictòriques considerades "tradicionals".

## Biografia

### Formació i grans pintors
Derain nasqué a Chatou a la rodalia de París. El seu període de formació va transcórrer entre 1898 i 1899 a l'Acadèmia Camillo, en la qual treballava Eugène Carrière; per aquest motiu es coneix sovint aquesta Acadèmia com "l'Acadèmia Carrière". És aquí on conegué Henri Matisse. Amb Matisse, Derain fou considerat un dels iniciadors del fauvisme. En aquella època visita les primeres exposicions de Van Gogh i exposà les seves primeres teles al Saló de tardor.
El 1900 coneix Maurice de Vlaminck, amb qui compartí un estudi, i començà a pintar els seus primers paisatges. Es reuní amb Matisse a Cotlliure el 1905 i amb aquest motiu pictòric definiria l'estil pel que serà conegut pel gran públic: colors vius, dibuix simplificat i composició clara. Des d'aquest moment fou considerat un dels principals representants del fauvisme.
A partir de 1906, es veu en ell la influència de Gauguin, i els seus colors esdevenen menys vius. L'any següent, però, essent un habitual del Bateau Lavoir, coneix Picasso, Braque, Apollinaire, Van Dongen i Max Jacob. Descobreix i col·lecciona art africà.
El 1907 experimentà amb l'escultura en pedra, i es traslladà a Montmartre per ser més a prop del seu amic Picasso i d'altres artistes. En algun moment es trobà temptat a seguir el camí marcat per Picasso, però no anà més enllà del precubisme i acabaren barallats, després de 10 anys d'amistat.
Derain il·lustrà el primer llibre de poesia de Guillaume Apollinaire, El mag podrit ("L'Enchanteur pourrissant") (1909), i una col·lecció de poemes de Max Jacob el 1912. El 1916, realitzà les il·lustracions per al primer llibre d'André Breton, Mont de pietat ("Mont de Pieté").
A partir de 1911, tornà a un estil que sembla més tradicional, retornant a la perspectiva i al clarobscur.
El 1914, durant la Primera Guerra Mundial fou destinat a un regiment d'artilleria.

### La postguerra
Després de la guerra, el món de l'art el rebé amb els braços oberts. El 1919 dissenyà el teló, la decoració i el vestuari del ballet La Boutique fantasque per a Diàguilev, dels ballets russos. Fou un gran èxit que el portà a col·laborar en molts altres ballets.
Quan obtingué el premi Carnegie l'any 1928 va créixer la seva reputació. Començà doncs a exposar a tot el món: Londres, Berlín, Frankfurt, Düsseldorf, Nova York i Cincinnati.
Durant l'ocupació alemanya de França en el curs de la Segona Guerra Mundial, Derain visqué a París i fou tractat pels alemanys com un prestigios símbol de la cultura francesa. Acceptà una invitació per a visitar oficialment Alemanya el 1941. La propaganda nazi utilitzà aquest viatge, motiu pel qual Derain fou acusat de col·laboracionista i condemnat a l'ostracisme durant molt de temps un cop acabada la Guerra.
Després de la Segona Guerra Mundial renuncià a presentar públicament les seves obres. L'any 1944 refusà el nomenament de director de l'Escola Nacional de Belles Arts de París. Acabà la seva vida en una soledat voluntària.
Morí a Garches (Alts del Sena) el 8 de setembre de 1954.
Avui en dia els seus quadres assoleixen preus milionaris.

## Obra
La seva obra es qualifica sovint de desigual, però és un fidel exponent de les preocupacions dels artistes de l'època: l'art s'uneix a una època històrica, els artistes no poden limitar-se a reproduir l'obra dels seus antecessors, tot i que han de considerar els seus assoliments.
L'obra de Derain és fonamentalment pictòrica, però també dissenyà decorats i vestuaris de molts ballets, il·lustrà desenes de llibres i fou conegut com a escultor.

### Algunes obres destacades
- La perdiguera (1913)
- Retrat de Paul Guillaume (1919)
- La taula de cuina (1922-1925)
- Arlequí i Pierrot (circa 1924)
- Retrat de la senyora Guillaume amb pamela (1928-1929)
- La neboda del pintor (1931)[2]